# Lumaria
Lumaria là một chi bướm đêm thuộc phân họ Tortricinae của họ Tortricidae.

## Các loài
- Lumaria afrotropica Razowski, 2002
- Lumaria imperita (Meyrick in Caradja & Meyrick, 1937)
- Lumaria lotsunica Razowski, 2006
- Lumaria petrophora (Meyrick, 1938)
- Lumaria probolias (Meyrick, 1907)
- Lumaria pusillana (Walker, 1863)
- Lumaria rhythmologa (Meyrick in Caradja & Meyrick, 1937)
- Lumaria zeteotoma Razowski, 1984
- Lumaria zeugmatovalva Razowski, 1984
- Lumaria zorotypa Razowski, 1984